# Петар II од Кипра
Петар II (1354. или 1357. – 13. октобар 1382.), назван Дебели (француски: Pierre le Gros), био је једанаести краљ Кипра из династије Лизињан од 17. јануара 1369. године, до своје смрти. Био је син краља Петра I од Кипра и краљице Елеоноре од Арагона. Он је наследио престо док је био још увек малолетан, после убиства његовог оца 1369. године. Такође је био и титулар гроф Триполија и краљ Јерусалима.

## Биографија

### Породица
Оженио се преко пуномоћника у Милану 2. априла 1376. године, и лично у цркви Свете Софије у Никозији, било у јулу или августу 1378. године. Његова жена је била Валенца или Валентина Висконти (Милано, 1360/1362 – у Италији, око 1393. године, пре септембра , 1393. године), ћерка војводе Бернаба Висконтија, савладара Милана, и његове жене војвоткиње Беатриче дела Скала. Краљ Петар II и краљица Валентина су имали једну ћерку 1379. или 1380. године, али дете је умрло као дете у Никозији нешто пре 3. октобра 1382. године, и сахрањено је у  храму Светог Доминика у Никозији.
Пре него што је Петров брак био договорен, било је предложено да се ожени ћерком византијског цара Јована V Палеолога. Предлог је одбијен из политичких, а можда и верских разлога; Римокатолици нису одобравали идеју да се краљ Петар II ожени грчком принцезом. Објашњење које је дато гласницима цара Јована V Палеолога било је да је краљ био превише заузет опасностима које су претиле Кипру због инвазије Ђеновљана на острво да би у то време размишљао о поновном браку.
Краља Петра II, који није имао преживелу децу, није наследила његова сестра Марија, звана Маријета, нити њихов најстарији стриц, Јован Лизињански, који је убијен 1375. године, већ његов млађи стриц, који је постао Џејмс I Кипарски. .

### Владавина
Период његове владавине је био окарактерисан опадањем стања у Кипарском краљевству, у изразитој супротности са релативно успешном владавином његовог оца. Изгубио је очеве кипарске поседе у Малој Азији. Што је још горе, Ђеновљани су напали Кипар, катастрофално, 1373–1374. године. То је довело до заузимања Фамагусте, најважнијег лучког града, који је након тога почео да пропада. Такође је дошло до великих промена у стању других већих градова на Кипру као резултат рата са Ђеновљанима.
Краљ Петар II је проглашен краљем Кипра након убиства свог оца јануара 1369. године; међутим, са петнаест година, он је још увек био малолетан, тако да је његов стриц Јован од Лузињана, кнез од Антиохије, владао Краљевством као намесник док краљ Петар II није постао пунолетан. Јованово именовање за намесника изазвало је снажно противљење, посебно краљице Елеоноре, која је веровала да је он умешан у убиство њеног мужа. Заветујући се на освету, краљица Елеонора је тајно послала поруке европским силама тражећи војну помоћ како би казнила оне за које је веровала да су убице краља Петра I. Ђеновљани су одговорили позитивно, видевши то као шансу да преузму моћ у политици Кипра и можда чак преузму контролу над острвским краљевством. Краљица Еленора их је позвала да нападну острво у замену за њену освету.
Краљ Петар II је 6. јануара 1372. године, крунисан у Никозији у катедрали Свете Софије за краља Кипра, а 10. октобра у катедрали Светог Николе у Фамагусти за краља Јерусалима. Овде су Ђеновљани нашли прилику за интервенцију на Кипру. Током церемоније крунисања у Фамагусти, према обичају, челници ђеновешке и венецијанске заједнице у Фамагусти имали су част да држе две узде краљевског коња. Дошло је до сукоба око тога ко ће држати десну узду, а ко леву, који је нарастао и наставио се у слављеничку вечеру и касније, и проширио се на улице Фамагусте, где су се Млечани и Ђеновљани борили једни против других, што је резултирало великим наношењем штете и многе жртве (невине и друге). Ђеновски трговци су сматрани одговорним за борбе и ухапшени су. Други Ђеновљани су организовали експедицију, коју су финансирали богати људи Ђенове, на челу са Петером ди Кампофрегозом, братом дужда.
Краљ Петар II и његови саветници на Кипру веровали су да све расположиве војне снаге треба окупити да би се суочиле са претњом Ђенове. Краљ Петар II је стога склопио споразум са емиром Текеом којем је препустио Анталију (коју је заузео његов отац краљ Петар I). Кипрани су повукли своје снаге 1373. године, краљ Петар II није предводио отпор Ђеновљанима, већ га је препустио својим стричевима Јовану и Јакову. Млади краљ, који је био са својом мајком краљицом Елеонором на Фамагусти, успео је само да изгуби веома важну градску луку и да се затвори у град. Фамагусту, која је била одлично утврђена, Ђеновљани су заузели када им је град дозволио улазак, наводно ради преговора. Ђеновљани су у овом погледу показали да не може да им се верује.
Краља Петра II и Елеонору краљицу удовицу држали су Ђеновљани, који су такође напали Лимасол и Пафос, и ушли у престоницу краљевства, Никозију. Петрови стричеви Јован и Џејмс успешно су се одупирали Ђеновљанима из замка Светог Илариона и из града Киреније. Следеће године (1374), краљ Петар II је био приморан да склопи понижавајући споразум са Ђеновљанима којим је изјавио да ће Киренија и оно што је остало од Фамагусте потпасти под суверенитет Ђенове, да ће платити огромне надокнаде Ђеновљанима и да ће Јаков напустити Кипар. Џејмс је послушао и отишао из Киреније у Европу, али су га на путу ухапсили Ђеновљани, упркос чињеници да су му рекли да ће му дати времена да оде. Вратио се тек годинама касније, када је постао краљ Кипра, након смрти свог синовца.
У то време, 1374. године, Кипар је престао да држи резиденцију прогнаног латинског патријарха Јерусалима. Патријарх је побегао на Кипар након пада Акре 1291. године и његови наследници су остали тамо наредних осамдесет година, али је након догађаја из 1374. Католичка црква прешла на постављање титуларних патријарха Јерусалима који су били смештени у базилици Сан Лоренцо Фуори ле Мура у Риму.
Операција на Кипру донела је Ђеновљанима много користи. Пре него што су отишли, погубили су оне који су наводно били умешани у убиство краља Петра I, као што су и обећали краљици Елеонори, која је, по завршетку рата са Ђеновљанима, 1375. године, наредила погубљење кнеза Јована.
Моћна краљица Елеонора је већ дошла у сукоб са Валентином Висконти недуго након што се удала за краља Петра I. Краљица Елеонора је била умешана у бројне дворске скандале и друга питања, па је краљ Петар II одлучио да испрати своју мајку. Упркос својим протестима, краљица Еленора се вратила у Кастиљу у септембру 1378. године.
Краљ Петар II је успешно преговарао о мировном споразуму са египатским султаном. Такође је изградио и унапредио утврђења Никозије, као и изградњу краљевске виле у селу Потамиа и друге грађевинске пројекте. Као и његов отац, створио је своје личне валуте. Умро је 13. октобра 1382. године, у палати Ла Кава у Никозији и сахрањен је у Светом Доминику у Никозији.